# The Amazing Race 3
The Amazing Race 3 là chương trình thứ ba của loạt chương trình truyền hình thực tế, The Amazing Race. Chương trình lên sóng truyền hình Mỹ lần đầu vào ngày 2/10/2002 và kết thúc ngày 18/12/2002.

## Sản xuất

### Quay phim
Chương trình bắt đầu ghi hình ngày 9/8/2002 và hoàn tất ngày 7/9/2002.

## Sự kiện nổi bật

### Trước cuộc đua
- Jill và anh trai F.T. ban đầu đăng ký tham gia chương trình số 1. Sau đó, F.T. qua đời trong sự kiện 11 tháng 9. John Vito và Jill đăng ký tham gia để tưởng nhớ đến F.T.

### Trong cuộc đua
- Heather và Eve là đội đầu tiên về đích ở Bồ Đào Nha trong chặng 4, nhưng họ đã không đọc kĩ đầu mối yêu cầu họ đi bộ tới Trạm dừng thay vì đi taxi.  Họ chuyển sang đi bộ trong phần còn lại của quãng đường tới Trạm dừng nhưng phải chịu hình phạt 7 phút do thời gian tiết kiệm được bằng việc đi taxi (đội thứ nhì về đích 7 phút sau đó), cộng them 30 phút do phạm qui. Do tất cả các đội còn lại về đích trước khi 37 phút phạt kết thúc, Heather và Eve trở thành đội đầu tiên về nhất nhưng vẫn bị loại. Heather & Eve sau này phát biểu rằng một thành viên trong tổ sản xuất của chương trình cho phép họ sử dụng taxi, tuy nhiên tổ sản xuất đã phủ nhận điều này.
- Trong chặng 5, các đội được yêu cầu phải lái xe từ Bồ Đào Nha đến cảng Algeciras, Tây Ban Nha. Bốn trong số tám đội còn lại đã quyết định đổ xăng thay vì dầu diesel, dẫn đến việc xe của họ đã không thể vận hành.
- Trong chặng 6, Andre & Damon đã bị giam khi taxi của họ bị lạc ở Maroc và một sĩ quan địa phương yêu cầu tịch thu hộ chiếu của họ. Tuy nhiên, nhóm bảo vệ của chương trình đã giúp họ thoát khỏi tình huống này.
- Trong các chặng đua tại Việt Nam, tất cả các lá cờ đánh dấu (route markers) được dùng chỉ toàn màu vàng để tránh sự nhầm lẫn với cờ của Việt Nam Cộng hòa (khác với cờ hiện tại của Cộng hòa Xã hội chủ nghĩa Việt Nam)

### Sau cuộc đua
- John Vito & Jill sau này được mới dẫn chương trình quảng bá du lịch cho Singapore.[1]
- Zach sau này làm việc cho nhóm sản xuất của đài truyền hình NBC về Thế vận hội Mùa hè 2004.[2] Hiện nay, anh đang là quay phim cho kênh âm nhạc MTV và kết hôn với Elyse Steinberg tại Hopewell Junction, New York.
- Michael & Kathy kết hôn ở Ý và đã có con.
- Aaron (trong đội Aaron & Arianne) đã vô tình xuất hiện tại một Trạm dừng của The Amazing Race 6 khi đang du lịch tại châu Âu.
- Flo và Drew đang hẹn hò với nhau. Họ từ chối quay lại Cuộc đua trong chương trình Kì cựu vì Flo nghĩ rằng Cuộc đua đã làm bộc lộ mặt xấu của cô cũng như việc cô không muốn thực hiện cuộc đua mà không cùng với Zach (anh không được mời quay trở lại)
- John Vito & Jill và Teri & Ian đồng ý quay trở lại trong The Amazing Race Kì cựu. Teri & Ian nhận được một lá thư từ Flo & Zach trong Chướng ngại vật tìm thư trong chặng 4 của chương trình Kì cựu. Giọng điệu thân thiện của lá thư đã khiến nhiều người bất ngờ bởi sự cạnh tranh của 2 đội này trong cuộc đua trước. Ken & Gerard cũng có gửi thư cho John Vito & Jill (nhưng đã bị loại trước chặng 4) và Teri & Ian (nhưng lá thư này đã không được đọc vì lá thư của Flo & Zach được Teri tìm thấy trước).
- Trong tập đầu tiên của The Amazing Race Kì cựu, Ian tiết lộ rằng họ chỉ chậm hơn Flo & Zach chưa đến 2 phút khi vượt qua Vạch Kết Thúc.

## Kết quả
Các đội sau đã tham gia vào cuộc đua. Quan hệ giữa 2 thành viên trong một đội được ghi nhận vào lúc cuộc đua diễn ra. Bảng sau không hoàn toàn ghi lại tất cả những sự kiện xảy ra trong cuộc đua mà chỉ là những thông tin tiêu biểu và chính yếu nhất trong từng chặng. Số liệu chính là thứ tự điểm danh của các đội tại cuối của mỗi chặng.
| Đội thi          | Quan hệ                     | Thứ hạng từng chặng | Thứ hạng từng chặng | Thứ hạng từng chặng | Thứ hạng từng chặng | Thứ hạng từng chặng | Thứ hạng từng chặng | Thứ hạng từng chặng | Thứ hạng từng chặng | Thứ hạng từng chặng | Thứ hạng từng chặng | Thứ hạng từng chặng | Thứ hạng từng chặng | Thứ hạng từng chặng | Thực hiện Roadblock   |
| Đội thi          | Quan hệ                     | 1                   | 2                   | 3                   | 4[^]                | 5[^]                | 6                   | 7                   | 8[^]                | 9                   | 10                  | 11[^]               | 12                  | 13                  | Thực hiện Roadblock   |
| ---------------- | --------------------------- | ------------------- | ------------------- | ------------------- | ------------------- | ------------------- | ------------------- | ------------------- | ------------------- | ------------------- | ------------------- | ------------------- | ------------------- | ------------------- | --------------------- |
| Flo & Zach       | Bạn bè                      | 2                   | 5                   | 3                   | 2                   | 4                   | 2                   | 1^                  | 2                   | 5 *                 | 3                   | 2                   | 3 *                 | 1                   | Flo: 1, Zach: 9       |
| Teri & Ian       | Vợ chồng                    | 9                   | 10                  | 9                   | 5                   | 6                   | 1^                  | 4                   | 3                   | 4                   | 4                   | 1                   | 1                   | 2                   | Teri: 2, Ian: 8       |
| Ken & Gerard     | Anh em                      | 1^                  | 6                   | 2                   | 1                   | 1                   | 3                   | 5                   | 4                   | 2                   | 2                   | 3                   | 2                   | 3                   | Ken: 3, Gerard: 6     |
| Derek & Drew     | Anh em song sinh/ Người mẫu | 11                  | 1^                  | 1                   | 3                   | 3                   | 4                   | 2                   | 1                   | 3                   | 1^                  | 4                   |                     |                     | Derek: 7, Drew: 4     |
| John Vito & Jill | Tình nhân                   | 5                   | 7                   | 7                   | 6                   | 4                   | 5                   | 3                   | 5*                  | 1^                  | 5                   |                     |                     |                     | John Vito: 4, Jill: 3 |
| Andre & Damon    | Cảnh sát/Lính cứu hỏa       | 71                  | 8                   | 8                   | 4                   | 2                   | 6                   | 6                   |                     |                     |                     |                     |                     |                     | Andre: 2, Damon: 3    |
| Aaron & Arianne  | Bạn lâu năm                 | 3                   | 2                   | 4                   | 8                   | 7                   | 7                   |                     |                     |                     |                     |                     |                     |                     | Aaron: 3, Arianne: 2  |
| Michael & Kathy  | Hẹn hò đường dài            | 4                   | 4                   | 6                   | 7                   | 8                   |                     |                     |                     |                     |                     |                     |                     |                     | Michael: 3, Kathy: 03 |
| Heather & Eve    | Bạn cùng phòng              | 6                   | 3                   | 5                   | 92                  |                     |                     |                     |                     |                     |                     |                     |                     |                     | Heather: 3, Eve: 0    |
| Dennis & Andrew  | Cha con                     | 8                   | 9                   | 10^                 |                     |                     |                     |                     |                     |                     |                     |                     |                     |                     | Dennis: 0, Andrew: 1  |
| Tramel & Talicia | Chị em                      | 10                  | 11                  |                     |                     |                     |                     |                     |                     |                     |                     |                     |                     |                     | Tramel: 1, Talicia: 0 |
| Gina & Sylvia    | Những bà mẹ                 | 12th                |                     |                     |                     |                     |                     |                     |                     |                     |                     |                     |                     |                     | Gina: 0, Sylvia: 0    |

Chú giải 1:  Andre & Damon ban đầu về thứ 7 nhưng do không theo sát lộ trình đạt ra nên phải xuất phát trong chặng tiếp theo trễ 78 phút. Họ còn ngủ quên 3 phút trước giờ xuất phát ở chặng sau.

Chú giải 2:  Heather & Eve ban đầu về nhất nhưng do đã đi đến Trạm dừng bằng taxi thay vì đi bộ như đầu mối cuối cùng quy định, họ đã phải nhận hình phạt 37 phút. Do tất cả các đội còn lại đều về đích trước khi hình phạt kết thúc, Heather & Eve đã bị loại.

Chú giải 3: Không rõ rằng Michael hay Kathy đã thực hiện Roadblock trong chặng 5.

Chú giải 4:  Derek & Drew ban đầu về thứ 3 nhưng đã quên lấy đầu mối chứa thong tin về Roadblock nên bị tụt xuống vị trí cuối cùng và bị loại.

Chú giải 5:  Một thử thách phụ trong chặng 10 được giới thiệu tới các đội dưới hình thức của một Chướng ngại vật nhưng được phát song như là một thử thách bình thường.

Màu xanh lá biểu thị đội đã bị loại.

Dấu * biểu thị đội về chót trong một chặng an toàn.

^ biểu thị đội giành được Fast Forward. Chặng đua có màu xanh lá [^] biểu thị chặng này không có đội nào giành được Fast Forward.

Màu đỏ biểu thị đội về nhất.